# Madonna di Smolensk

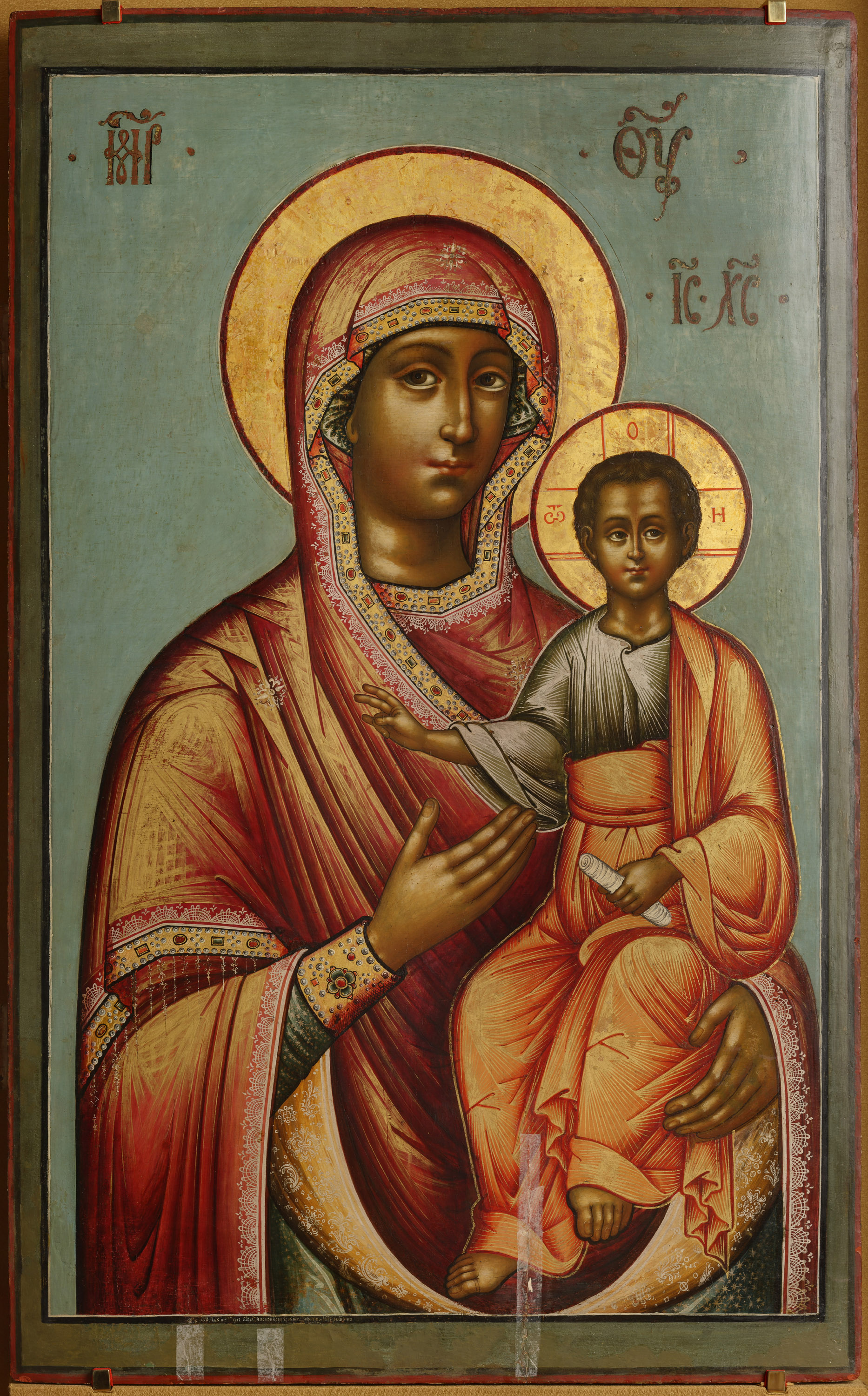
Una copia del XVII secolo.

La Madonna di Smolensk è un'immagine di Maria, madre di Gesù, che prende il nome dalla città di Smolensk. L'icona è ritenuta miracolosa e venerata dalla Chiesa ortodossa russa, che le dedica una festa ricorrente il 28 luglio secondo il calendario giuliano, corrispondente al 10 agosto nel calendario gregoriano. L'icona originale è andata perduta durante la Seconda guerra mondiale.

## Storia
La tradizione riporta che l'icona, ritenuta un dipinto di san Luca e che era stata impiegata per benedire le vie di Costantinopoli da Costantino IX Monomaco, in occasione del matrimonio di sua figlia Anna con il principe Vsevolod di Jaroslavl', arrivò in Russia nell'XI secolo. Vladimiro II Monomaco la donò solennemente alla città di Smolensk nel XII secolo e l'immagine fu posta nella Cattedrale della Dormizione.
La tradizione della Chiesa ortodossa le attribuisce la vittoria nell'assedio della città ad opera dei Tatari nel 1239. L'icona fu allora trasferita alla cattedrale dell'Annunciazione di Mosca nel 1456, ma successivamente ritornò a Smolensk.
Ne furono dipinte molte copie, fra cui quella del monastero di Novodevičij nel 1524, quando Smolensk fu riconquistata dai moscoviti, dopo essere stata sottomessa al granduca di Lituania. L'icona tornò a Mosca nella guerra del 1812 contro Napoleone, per proteggere la città. Fu portata in processione attorno alle mura della Città bianca e del Cremlino, insieme con le icone miracolose della Madonna di Iver e della Madonna di Vladimir, il giorno della Battaglia di Borodino.
Quando Mosca fu data alle fiamme dalla Grande Armata, l'icona fu inviata a Jaroslavl' e poi fece ritorno a Smolensk.. Fu ricollocata nella cattedrale della Dormizione, che fu chiusa dalle autorità comuniste nel 1929. Successivamente, nel corso dell'occupazione tedesca nella Seconda guerra mondiale, l'icona andò dispersa e non fu mai più ritrovata.

## Tipologia dell'icona
Le icone della Madonna di Smolensk presentano Maria e il Bambino Gesù seduto sul braccio sinistro della Madre. La Madonna fa un cenno della mano verso Gesù, come per mostrargli il cammino, mentre il Figlio benedice con la mano destra. Questa rappresentazione della Madre di Dio è detta Odigitria. Essa è più solenne della Madonna di Kazan'. Il centro della composizione si sposta verso il Bambino Gesù che si presenta già come il Pantocratore.